# Memorialul (Star Trek: Voyager)
„Memorialul” (titlu original: „Memorial”) este al 14-lea episod din al șaselea sezon al serialului TV american științifico-fantastic Star Trek: Voyager și al 134-lea episod în total. A avut premiera la 2 februarie 2000 pe canalul UPN. Acest episod este remarcat pentru descrierea unui fel de tulburare de stres post-traumatic de natură științifico-fantastică.

## Prezentare
Chakotay, Tom Paris, Harry Kim și Neelix încep să aibă viziuni ciudate după ce se întorc dintr-o misiune.

## Actori ocazionali
- Scarlett Pomers - Naomi Wildman
- Lindsay Ginter - Saavedra
- David Keith Anderson - Ens. Ashmore
- Fleming Brooks - Soldier One
- Robert Allen Colaizzi Jr. - Dying Colonist
- Leslie Hoffman - Nakan Villager
- Joe Mellis - Young Soldier
- Susan Savage - Alien Woman
- Maria Spassoff - Female Colonist

## Primire
Gizmodo a clasat în 2014 episodul "Memorial" pe locul 83 în lista celor mai bune 100 episoade TV Star Trek din toate timpurile. Acest episod este remarcat pentru descrierea unui fel de tulburare de stres post traumatic de natură științifico-fantastică.